# Soko J-20 Kraguj
Il SOKO J-20 Kraguj è un monomotore multiruolo anti-insurrezione ad ala bassa prodotto dall'allora azienda iugoslava SOKO dagli anni sessanta agli anni ottanta.
Venne utilizzato principalmente dalla Jugoslovensko ratno vazduhoplovstvo i protivvazdušna odbrana, l'aeronautica militare della ex Iugoslavia. Dopo la dissoluzione della Iugoslavia gli esemplari ancora operativi vennero acquisiti dalle forze aeree delle nuove realtà nazionali ed utilizzati in azioni belliche nel corso delle guerre jugoslave.

## Versioni
J-20 Kraguj
versione militare multiruolo.
P-2 Kraguj
versione civile da turismo ed addestramento.

## Utilizzatori

### Civili
Serbia
- Serbian Aeronautical Alliance

### Militari
Jugoslavia
- Jugoslovensko ratno vazduhoplovstvo i protivvazdušna odbrana

allo scioglimento della Repubblica Socialista vennero dislocati nelle aeronautiche militari della Repubblica Federale di Jugoslavia, della Repubblica Serba di Krajina e della Repubblica Serba di Bosnia ed Erzegovina.
 Repubblica Serba di Krajina
- forza aerea della Krajina

 Croazia
- Hrvatsko ratno zrakoplovstvo i protuzračna obrana

operò con 2-3 esemplari catturati dalla forza aerea della Krajina fino agli anni novanta.